# Otočje Sotavento
Otoci Sotavento (portugalski : Ilhas de Sotavento, doslovno Zavjetrinsko otočje) je južna otočna skupina otočja Zelenortski otoci. Postoje četiri glavna otoka. Tri zapadna otoka, Brava, Fogo i Santiago, stjenoviti su i vulkanski poljoprivredni otoci s najdužom poviješću ljudskog obitavanja. Četvrti i najistočniji otok Maio ravni je pusti otok čije se gospodarstvo primarno temeljilo na soli, zbog čega su sličniji otocima Sal i Boa Vista iz otočja Barlavento. Ilhéus do Rombo su neplodni otočići sjeverno od Brave. Ukupna površina otočja Sotavento je 1,803 km2.